# Егоров-Кузьмин, Александр Степанович
Александр Степанович Его́ров-Кузьми́н (1903 — ?) — советский инженер, конструктор и изобретатель в области радиоэлектроники.
Уроженец Одессы.
С ноября 1930 по ноябрь 1031 г. служил в РККА. В 1941 году участник обороны Москвы.
Работал в НИИ-10 (с 1967 ВНИИРЭ, с 1973 ВНИИ «Альтаир»): инженер, заведующий лабораторией.
Автор изобретений.

## Награды и премии
- Сталинская премия второй степени (1946) — за создание РЛС
- Сталинская премия третьей степени (1951) — за создание конструкции ЭВП и разработку технологии их производства (зам. главного конструктора корабельного радиолокационного дальномера «Штаг-Б», который обеспечивал в любое время суток ведение точной прицельной стрельбы башенных орудийных установок по надводным и низколетящим воздушным целям)
- Медаль «За оборону Москвы».